# Frank Bare Sr.
Frank Lee Bare Sr.  (Estados Unidos, 18 de setembro de 1930 - comunidade de Warner Springs, Califórnia, 25 de fevereiro de 2011) foi um ginástica norte americano. Foi um atleta, treinador, árbitro e administrador envolvido com o esporte.
Sua trajetória na ginástica começou na Universidade de Illinois sob os cuidados de Charlie Pond. Conquistados alguns títulos universitários, graduou-se em 1954. Nove anos mais tarde, tornou-se o diretor executivo da Federação de Ginástica dos Estados Unidos. Em 1970, após colaborar para as melhorias do desporto nos Estados Unidos, foi oficialmente reconhecido um representante norte-americano na Federação Internacional de Ginástica. Na Federação, foi membro do Comitê Executivo por quatro anos (1972-1976) e vice-presidente por outros quatro (1976-1980). Por sua liderança, inovação, contribuição e visão, Frank foi inserido no International Gymnastics Hall of Fame, no ano de 1999.

## Morte
Morreu em 25 de fevereiro de 2011, aos 80 anos, de pneumonia.